# Seznam chráněných území v okrese Lučenec
Toto je seznam chráněných území v okrese Lučenec aktuální k roku 2015, ve kterém jsou uvedena chráněná území v oblasti okresu Lučenec.
| Kód  | Obrázek                            | Typ | Název                 | Rozloha (ha) | Galerie Commons                                          | Popis území | Souřadnice                       |
| ---- | ---------------------------------- | --- | --------------------- | ------------ | -------------------------------------------------------- | ----------- | -------------------------------- |
| 795  | Belinské skaly                     | PP  | Belinské skaly        | 7,11         |                                                          |             | 48°13′47″ s. š., 19°51′37″ v. d. |
| 234  | Čakanovský profil -0013.jpg        | PP  | Čakanovský profil     | 0,6889       |                                                          |             | 48°12′44″ s. š., 19°48′27″ v. d. |
| 1056 |                                    | PR  | Dálovský močiar       | 82,4501      |                                                          |             |                                  |
| 1222 |                                    | PP  | Jánošíkova skrýša     |              |                                                          |             |                                  |
| 301  |                                    | PR  | Kerčík                | 1,2065       |                                                          |             |                                  |
| 1067 | Krivánsky potok                    | PP  | Krivánsky potok       | 10,2341      |                                                          |             | 48°29′11″ s. š., 19°30′54″ v. d. |
| 332  | Lipovianske pieskovce              | PP  | Lipovianske pieskovce | 0,1 308      |                                                          |             | 48°12′51″ s. š., 19°42′34″ v. d. |
| 1223 |                                    | PP  | Mara                  | —            |                                                          |             |                                  |
| 1143 | Mučínska jaskyňa                   | PP  | Mučínska jaskyňa      | —            |                                                          |             | 48°14′1″ s. š., 19°40′25″ v. d.  |
| 382  | Na vrcholové plošině Pohanský hrad | NPR | Pohanský hrad         | 223,35       | Kategorie „Pohansky hrad“ na Wikimedia Commons           |             | 48°11′57″ s. š., 19°55′14″ v. d. |
| 1037 | Príbrežie Ružinej                  | PR  | Príbrežie Ružinej     | 40,7767      |                                                          |             | 48°26′39″ s. š., 19°33′2″ v. d.  |
| 411  |                                    | PR  | Ružinské jelšiny      | 13,20        |                                                          |             |                                  |
| 425  | Soví hrad                          | PP  | Soví hrad             | 2,8140       |                                                          |             | 48°13′34″ s. š., 19°54′46″ v. d. |
| 442  | Šomoška kamenný vodopád            | NPR | Šomoška               | 36,62        | Kategorie „Somoska-stone-waterfall“ na Wikimedia Commons |             | 48°10′29″ s. š., 19°51′38″ v. d. |
| 783  |                                    | CHA | Volavčia kolónia      | 2,2304       |                                                          |             |                                  |